# Válka hněvu
Ve fiktivním světě J.R.R. Tolkiena je jako Válka hněvu nebo též Velká bitva označována poslední bitva Prvního věku, ve které byl Temný pán Morgoth poražen. Konflikt je autorem nejvíce popsán v knihách Silmarillion a The History of Middle-earth.

## Pozadí
Po drtivých vítězstvích v Dagor Bragollach a Nirnaeth Arnoediad bylo jen otázkou času, kdy se Temný pán zmocní celého Beleriandu. Z masakru v Sirionských přístavech se podaří uprchnout Elwing, která s sebou odnese Silmaril. Se svým manželem Eärendilem se plaví na západ. Díky moci Silmarilu proniknou pásem Začarovaných ostrovů a stanou na pobřeží Amanu. Před soudem Valar prosí Eärendil za odpuštění pro obě plemena (elfy i lidi). Jeho prosby byly vyslyšeny a Valar se rozhodnou přemoci Morgotha silou.

## Průběh
Po obrovském zbrojení vyplouvá směrem na východ dosud nevídaná armáda. Z Valinoru vypluli do boje zbývající Noldor vedení svým pánem Finarfinem a zlatovlasí Vanyar vedení Ingwëm. Vrchním velitelem byl Manwëho herold Eönwë. Teleri z Alqualondë dosud hořce vzpomínali na první zabíjení rodných a proto odmítli ve válce bojovat. Dovolili však, aby byly armády Valinoru převezeny do Středozemě pomocí jejich lodí. Loďstvo zakotvilo v přístavu Eglarest. Tři domy Edain bojovaly na straně vojsk Valinoru proti Morgothovi. Temný pán vyslal proti vojskům západu všechny své síly. Celý Beleriand vzplál v obrovské bitvě a většina země byla boji těžce poničena. Síla Valinoru však byla velká a skřeti ustupovali k Angbandu. Všichni služebníci Temného pána byli pobiti nebo uprchli a skryli se. Poslední Morgothův útok vedli do té doby neznámí létající draci v čele s největším drakem Ancalagonem Černým. Tehdy dorazil Eärendil s Manwëho orly a bitva se přenesla do vzduchu. Eärendilovi se podařilo Ancalagona zabít a drakovo mrtvé padající tělo pobořilo štíty Thangorodrim. Temný pán Morgoth byl poražen.

## Důsledky
Na spoutání Morgotha bylo použito řetězu Angainor, jeho železná koruna mu byla odebrána a byly z ní vybrány zbylé dva Silmarily. Poté byl Morgoth mocí Valar vypovězen z Ardy do vnější prázdnoty. Sauron se sice před Eönwëm pokořil, jakmile však dostal příležitost, uprchl na východ, kde se skryl. Většina Morgothových sil ve válce padla, ale několika balrogům se podařilo zahrabat a skrýt pod kořeny hor. Edain si svou udatností ve válce vysloužili velkou chválu a Valar jim za jejich chrabré činy darovali ostrov Andor Darovaná země. Při pádu Thangorodrim došlo k obrovským zemětřesením, načež byla rozlehlá území na západ od Ered Luin zatopena mořem. Tak zanikl Beleriand.